# 預期的錯誤與遺漏
預期的錯誤與遺漏（英語：Errors and Omissions Expected，E&OE，或稱「有錯當查」）是一個英文短語，用於減少在合約相關文件（如報價單、規格文件）中，因提供潛在的不正確或不完整資訊而可能負上法律责任的動作。
該短語通常在資訊快速流動的情況下，作為免责声明之用；而從法律術語而言，「有錯當查」幾字似乎是在就不可靠或在日後可能會有所更改的資料作一個聲明。
而該短語亦經常用於會計上，用以就輕微的錯誤或疏忽道歉。
此外，該短語亦可在一件產品有大量資訊時使用，用以表示從產品供應商角度而言，相關資訊正確無訛；若有錯誤，他們一概不會負責。